# Flecha

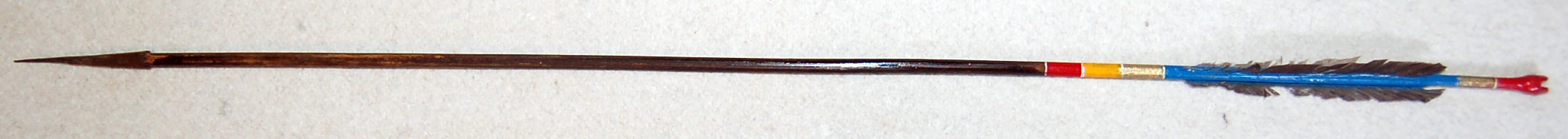
Flecha

Una flecha es un proyectil que se dispara con un arco. Está compuesta por una punta (de tiro sobre diana o caza), un astil y un emplumado que normalmente es de tres plumas.

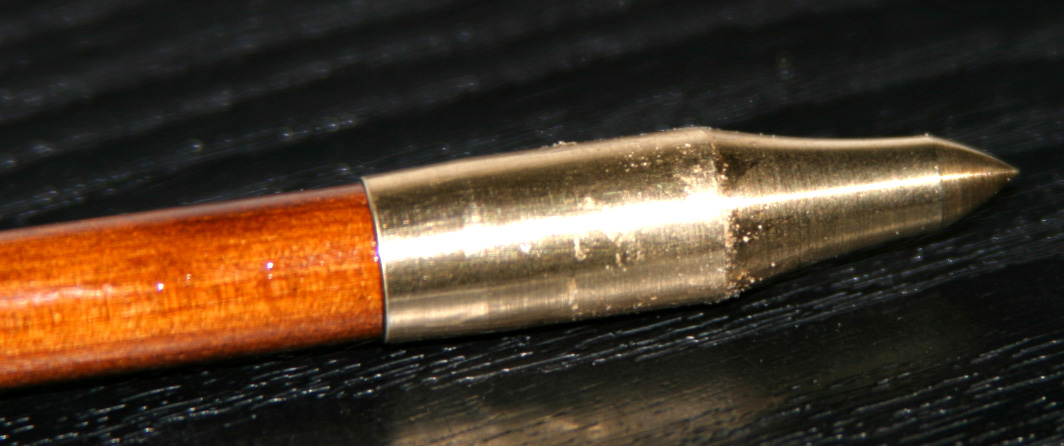
Punta de flecha

Las puntas pueden tener diversas formas. Las puntas de tiro sobre diana no rebasan el diámetro del astil de la flecha, mientras que las puntas de caza sí lo hacen y tienen formas varias, desde la conocida forma triangular hasta las que son cilíndricas, usadas en la caza menor.
Los materiales del astil pueden ser fibra de vidrio, madera, aluminio, carbono o aluminio-carbono.

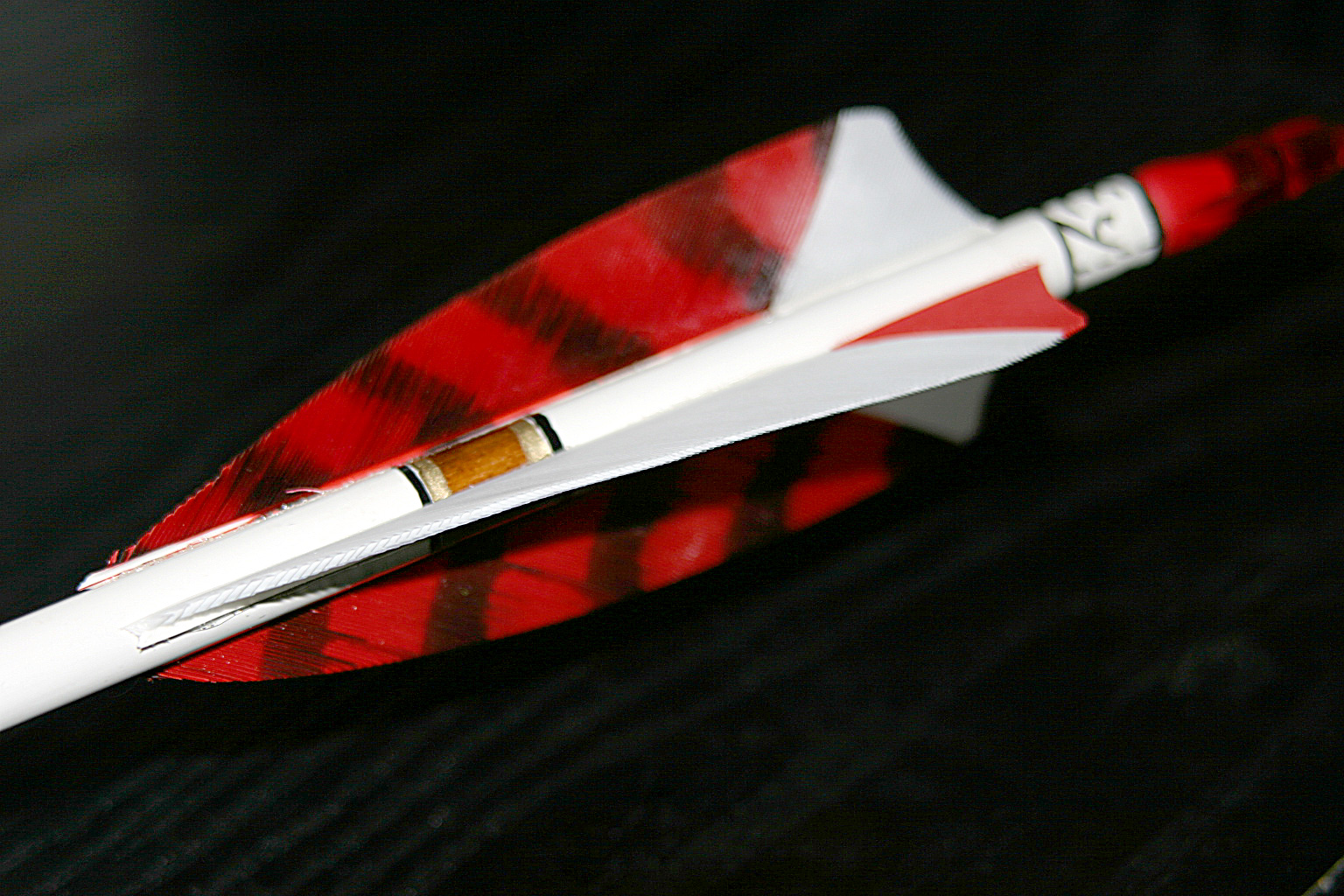
Remeras de una flecha

Las plumas pueden ser naturales o de plástico:
- las plumas naturales usadas hoy en día son de pavo y proceden de la industria alimentaria; se usan sobre todo con los arcos tradicionales. Históricamente se utilizaron plumas de ganso e incluso de diferentes aves rapaces.
- las plumas de plástico se utilizan con los arcos olímpicos y compuestos.

## Etimología
La palabra flecha tiene su origen en la palabra fliche, del francés antiguo, que derivó a flèche, la cual asimismo procede de fliukka, que significa la que vuela en idioma fráncico. En español, primero se adoptó la forma frecha para posteriormente pasar a denominarse flecha, la cual sustituyó al vocablo saeta, que provenía del latín sagitta.

## Historia

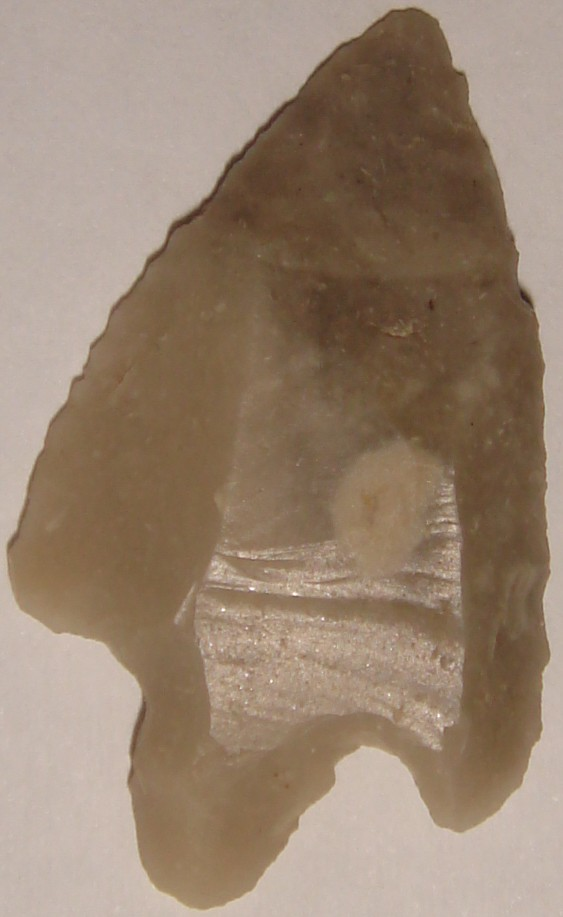
Punta de flecha prehistórica

### Era prehistórica
En los yacimientos prehistóricos de mayor antigüedad se han encontrado numerosas puntas de flecha de pedernal hábilmente talladas. Ya en estos primeros ejemplares aparece la punta de flecha con forma triangular, que se ha conservado desde entonces. El uso del arco parece remontarse en Europa a una época muy lejana, a la del Edad del Reno. En alguna estación lacustre se han encontrado restos de arcos de madera pertenecientes a la época neolítica.
Los tipos de flechas prehistóricas son muy numerosos: unos tienen la forma de almendras, otros la forma de hoja de laurel o de olivo, otras son triangulares o romboidales. En su base suelen presentar un semicírculo o bien dos puntas. Algunas de estas puntas de pedernal o cristal de roca se conservan en el Museo Arqueológico Nacional de España.

### Antiguo Egipto
Los egipcios, que, como es sabido, eran excelentes arqueros, usaban flechas con el asta de madera y la punta de bronce, generalmente de forma triangular. Para la caza, se servían de flechas con puntas de madera o de pequeños dardos con triple punta de pedernal sujeta al asta por medio de un mástil negro. Las flechas egipcias tenían, por el lado opuesto, tres plumas para estabilizar el movimiento del arma durante el vuelo. En los monumentos que se conservan se presenta a los guerreros provistos de carcajes ricamente decorados. Los carros de guerra llevan siempre al costado un carcaj.

### Antigua Mesopotamia

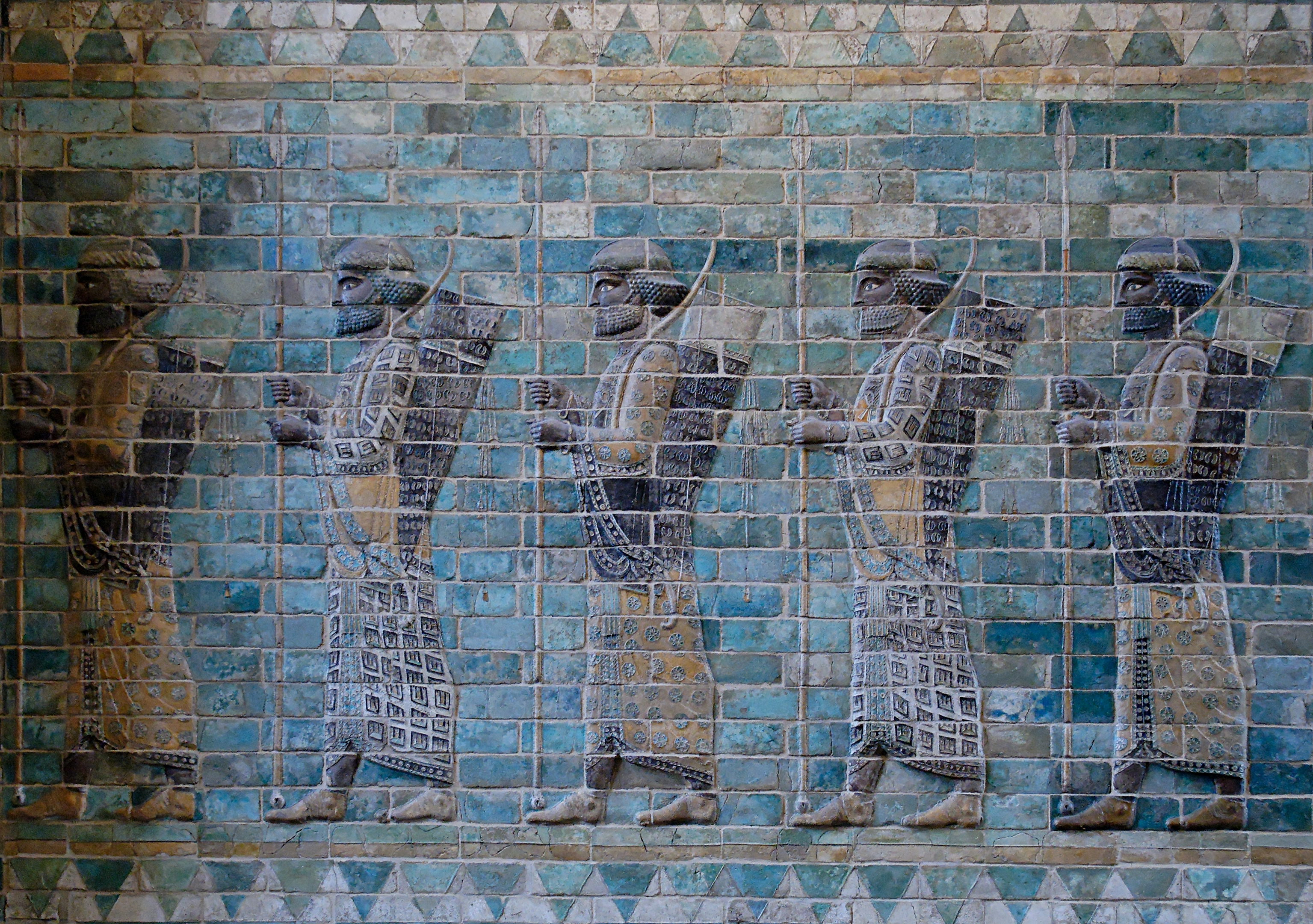
Friso de los arqueros en Susa.

Según se puede apreciar en los bajorrelieves asirios, las flechas orientales eran del mismo tipo que las egipcias. La punta en forma de hoja de laurel debía ser de bronce, el asta es bastante larga y lleva sujetas al extremo unas plumas. Los arqueros llevan revestido el antebrazo de una especie de manguito, que debía ser de cuero, para evitar el roce de la cuerda. También nos informa Heródoto que los antiguos orientales, en especial los partos, eran muy hábiles en el manejo de la flecha. También parece que era un arma terrible en manos de los etíopes, que no llevaban carcaj, sino que colocaban las flechas sobre una especie de casquete con que se cubrían la cabeza. Los escitas y los númidas tenían la habilidad de lanzar sus flechas indistintamente con la mano derecha o la izquierda.

### Grecia

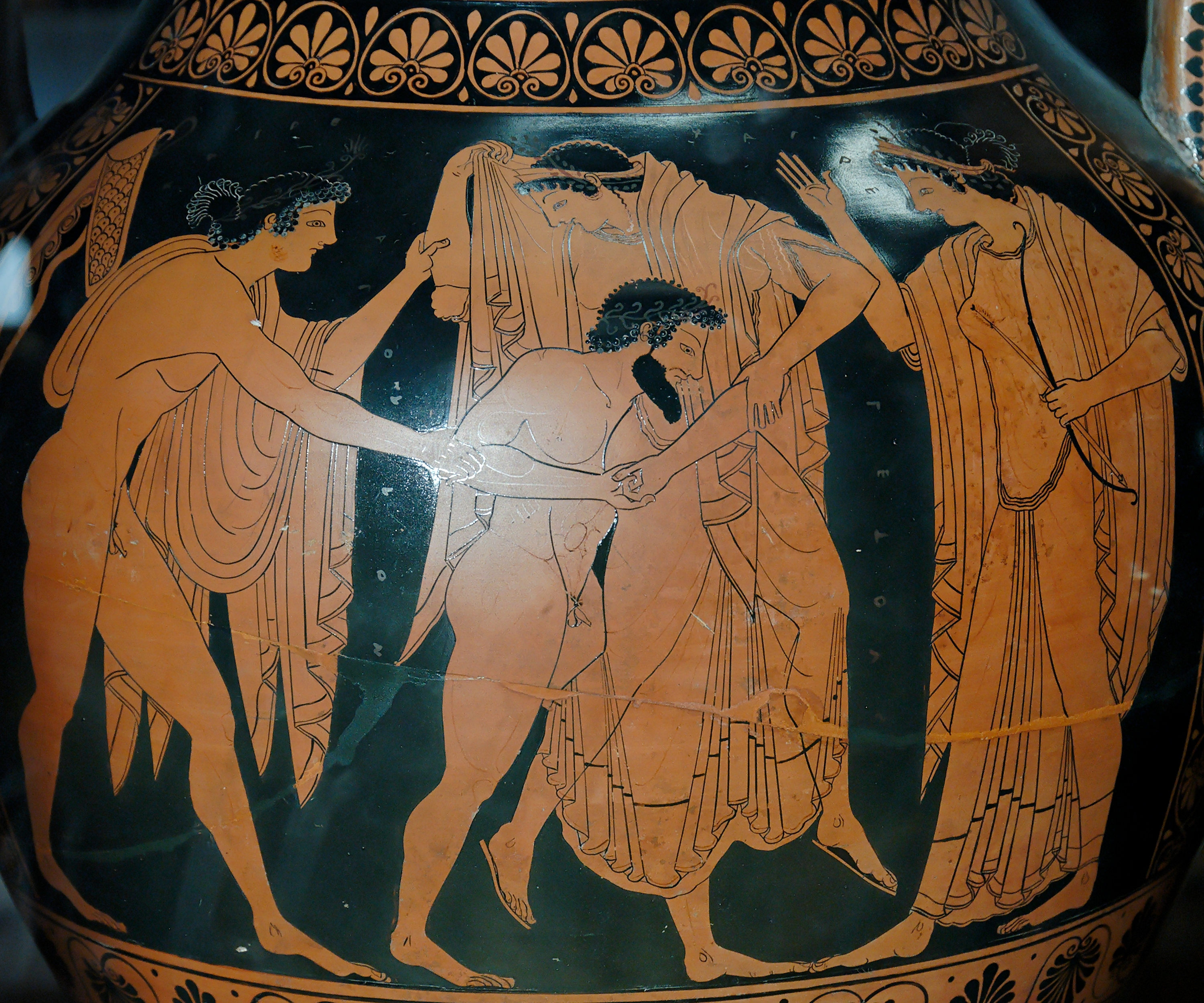
Vasija griega en que se representa a Artemisa (derecha) con arco y flechas.

Los griegos no fueron tan buenos tiradores de flechas como los orientales. Sin embargo, debieron copiar de estos el arma. La flecha griega medía unos 60 cm, el asta era de madera muy ligera y la punta metálica, simple o barbada, generalmente trilobulada. El apéndice de las plumas era idéntico al de los orientales. El carcaj griego contenía de 12 a 20 flechas y lo llevaban al costado izquierdo, guardando también en él algunas veces el arco. Los tiradores griegos acostumbraban a hincar en tierra una rodilla, tal y como lo atestiguan los monumentos que conocemos, y entre ellos el frontón del templo de Afea de Egina. Los cretenses tenían fama de diestros en el manejo del arco desde los tiempos de Homero, y en una época bastante avanzada de la Historia constituyeron un cuerpo especial del ejército griego.

### Europa
Los germanos no parece que utilizaran la flecha más que para la caza. Sin embargo, los celtas y galos la emplearon como un arma de guerra. Los hunos usaban unas flechas de cuero indistintamente para la caza o para la guerra.
En cuanto a la Edad Media, los monumentos que conocemos sirven de testimonio del uso de la flecha como arma de primera importancia entre la infantería de los primeros tiempos. Sabemos que por el siglo XII el arquero llevaba dos carcajes de cuero: uno para las flechas y otro para el arco. Los hierros de las flechas eran semejantes a los de las saetas de las ballestas; es decir, que tenían dos, tres y hasta cuatro puntas y rara vez barbadas como en la antigüedad. En cuanto a la longitud del asta, guardaba relación con la mayor o menor rigidez del arco, así como la estatura del arquero.
Los afamados arqueros ingleses, que se decía tiraban 12 flechas en un minuto hasta 220 m de distancia, llevaban un arco de su misma estatura y flechas de 90 cm de longitud.
Hasta el siglo XIV parece que los hierros de las flechas usados en Francia ofrecían en su base una parte hueca para sujetarlos al asta, y desde esa época el hierro se hizo más estrecho y ofrecía cuatro puntas caídas. La aparición de las armas de fuego desterró por completo en Europa el empleo de la flecha.

### Resto del mundo
En América, Asia, África y Oceanía, la flecha se usó desde tiempos muy antiguos y todavía se utiliza por algunas tribus. Las flechas envenenadas con jugo de plantas o venenos de animal han servido de arma de guerra en América, India y a lo largo de las costas desde Arabia hasta China.
Se empleaban mucho para la caza y la domesticación del hogar, tanto como domesticar animales y luego comérselos.

## Características

### Tamaño

Esquema de una flecha con sus partes.

El tamaño de las flechas varía mucho según las culturas, y va desde 45 cm a 1,5 m de largo. Sin embargo, la mayoría de las flechas modernas tienen una longitud de 75 cm a 96 cm. Las flechas recuperadas del Mary Rose, un buque de guerra inglés que se hundió en 1545 y cuyos restos fueron levantados en 1982, eran en su mayoría de 76 cm de longitud. Se han utilizado flechas muy cortas, disparadas a través de una guía unida al arco (un "overdraw") o a la muñeca del arquero (el "siper" turco). Estas pueden volar más lejos que las flechas más pesadas, y un enemigo sin el equipo adecuado puede verse incapaz de devolverlas.

### Flecha

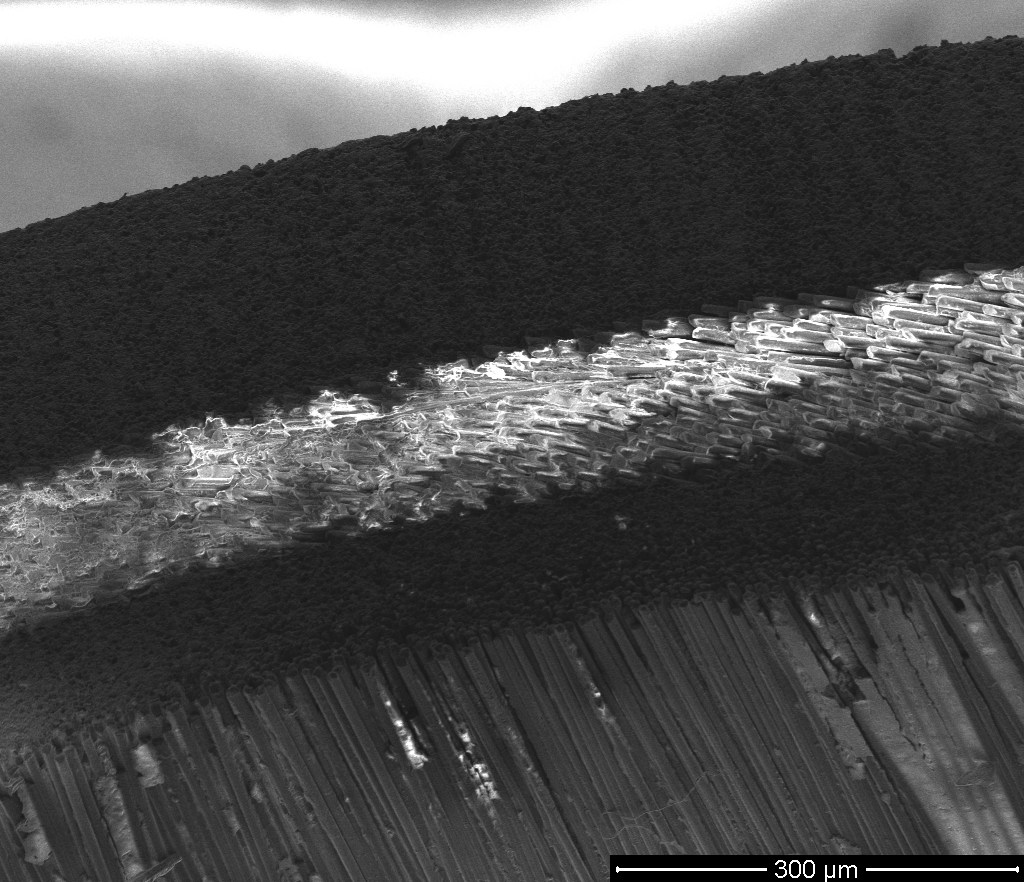
Un perfil lateral de una flecha Easton Carbon One con un lomo de 900, observada mediante un microscopio electrónico de barrido (SEM). La flecha es una unión de dos tubos de carbono, uno interior y otro exterior (hilos negros). Entre ambas capas de carbono, se utiliza otra fibra (fibra blanca). Esta segunda fibra es una fibra Mg-Al-Si. La fibra "blanca" se enrosca alrededor del tubo de carbono interior. Las fibras de los tubos de carbono no se retuercen, para garantizar la máxima tensión mecánica posible de la flecha. La fibra Mg-Al-Si aumenta la flexibilidad de la flecha. El diámetro de una sola fibra de carbono es de aproximadamente 7 µm.

La flecha es el principal elemento estructural de la flecha, al que se unen los demás componentes. Las flechas tradicionales están hechas de madera fuerte y ligera, bambú o juncos, mientras que las flechas modernas pueden estar hechas de aluminio, plástico reforzado con fibra de carbono, o una combinación de materiales. Estas cañas suelen estar hechas de un núcleo de aluminio envuelto en una fibra de carbono exterior. Un material tradicional de primera calidad es el cedro de Port Orford.
La rigidez de la flecha se conoce como su espina, refiriéndose a lo poco que se dobla la flecha cuando se comprime, de ahí que se diga que una flecha que se dobla menos tiene más espina.  Para golpear de forma consistente, un grupo de flechas debe tener una espina similar.  Los arcos de "tiro central", en los que la flecha pasa por el eje vertical central del elevador del arco, pueden obtener resultados consistentes de flechas con una amplia gama de espinas. Sin embargo, la mayoría de los arcos tradicionales no son de tiro central y la flecha tiene que desviarse alrededor de la empuñadura en la paradoja del arquero; tales arcos tienden a dar resultados más consistentes con un rango más estrecho de espinas de flecha que permite que la flecha se desvíe correctamente alrededor del arco.  Los arcos con mayor peso de tiro generalmente requerirán flechas más rígidas, con más espina (menos flexibilidad) para dar la cantidad correcta de flexión cuando se dispara.

#### Clasificación GPI
El peso de una flecha puede expresarse en GPI (granos por pulgada). La longitud de una flecha en pulgadas multiplicada por su índice GPI da el peso de la flecha en granos. Por ejemplo, una flecha que mide 30 pulgadas de largo y un GPI de 9,5 pesa 285 gr. Esto no incluye los otros elementos de una flecha terminada, por lo que una flecha completa será más pesada que la flecha sola.

#### Flechas con pie
A veces, el astil se compone de dos tipos diferentes de madera unidos, lo que da lugar a lo que se conoce como flecha con pie. Conocida por algunos como la mejor de las flechas de madera, las flechas con pie fueron utilizadas tanto por los primeros europeos como por los pueblos indígenas de América. Las flechas con pie suelen consistir en una corta longitud de madera dura cerca de la cabeza de la flecha, y el resto del astil consiste en madera blanda. Al reforzar la zona más propensa a romperse, la flecha tiene más probabilidades de sobrevivir al impacto, al tiempo que mantiene la flexibilidad general y un peso más ligero.

#### Flechas con cañón
Una punta de flecha acanalada es una que se estrecha en diámetro bidireccionalmente. Esto permite que la flecha tenga un peso óptimo pero que conserve la suficiente fuerza para resistir la flexión. El entusiasta de la arquería Peter Dekker examinó un astil de flecha de la dinastía Qing y descubrió que presentaba las siguientes cualidades:
- Longitud total del asta: 944 mm (37,2 plg)
- Espesor en la línea de la cintura: 8,5 mm (0,3 plg)
- Espesor en el extremo de la pluma: 11 mm (0,4 plg)
- Espesor 530 mm (20,9 plg) desde el extremo: 12 mm (0,5 plg)
- Espesor 300 mm (11,8 plg) desde el final: 12 mm (0,5 plg)
- Espesor 218 mm (8,6 plg) desde el final: 11 mm (0,4 plg)
- Espesor 78 mm (3,1 plg) desde el final: 10 mm (0,4 plg)
- Espesor en el extremo: 9 mm (0,4 plg)

El punto de equilibrio resultante del astil de la flecha era, por tanto, el 38,5% de la longitud de la flecha desde la punta. Las flechas barreadas se consideran el cenit de la tecnología preindustrial de la arquería, alcanzando su máximo diseño entre los otomanos.

### Cabeza de flecha

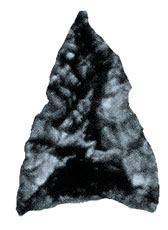
Cabeza amplia de obsidiana.

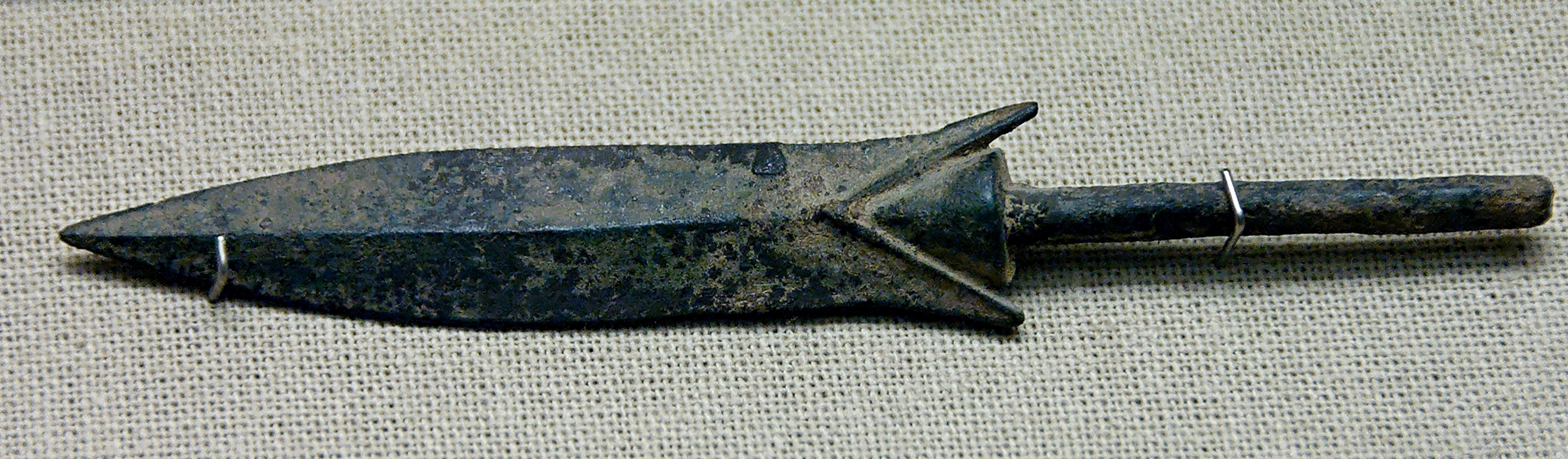
Punta de flecha de bronce de la antigua Grecia,, de Olynthus, Chalcidice.

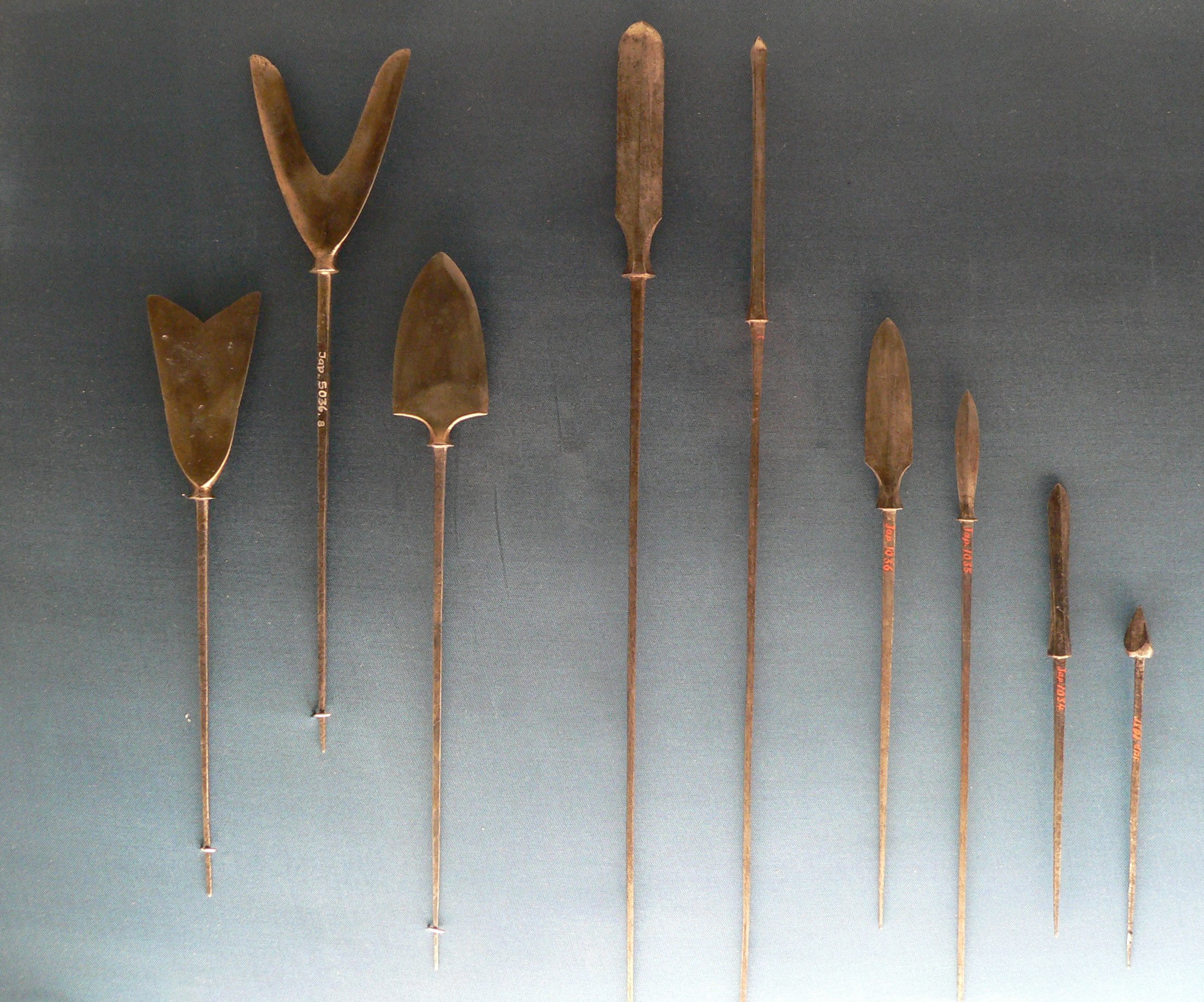
Varias puntas de flecha japonesas.

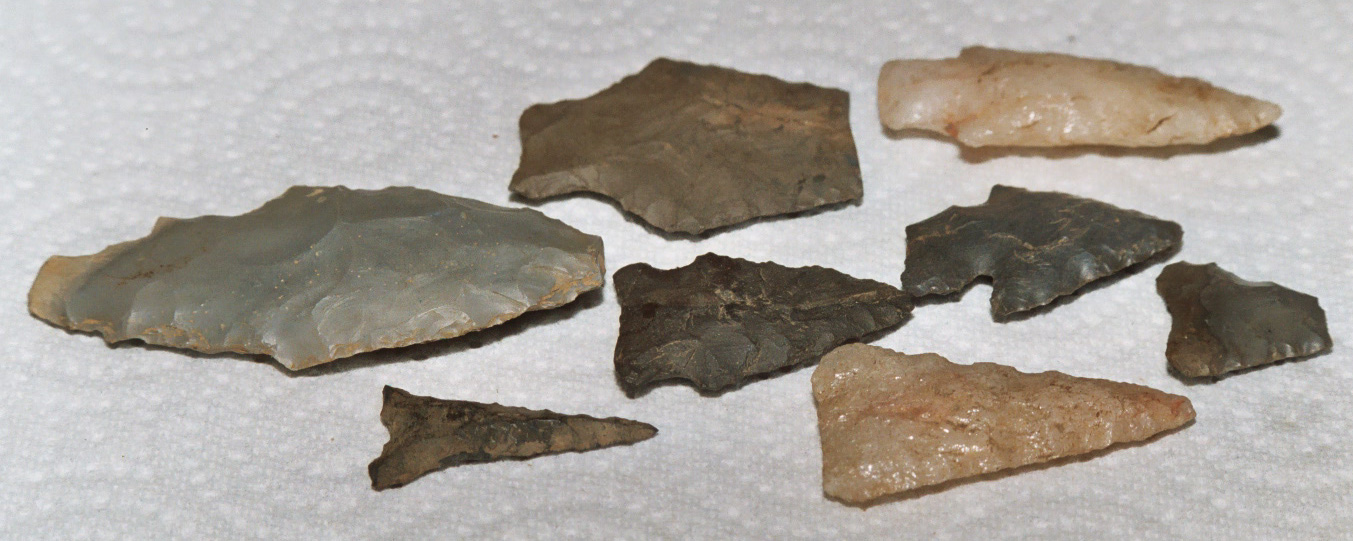
Puntas de flecha americanas.

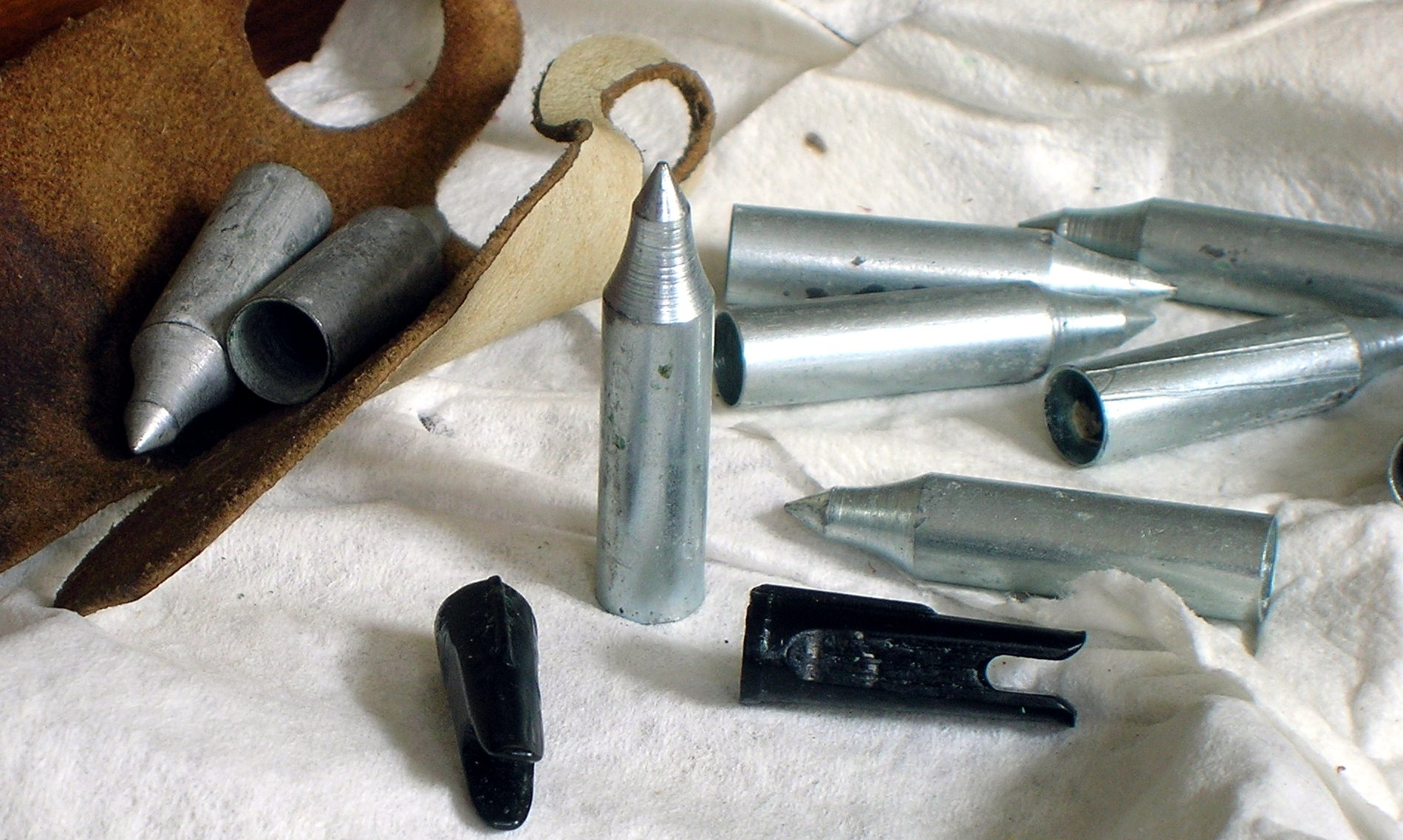
Puntas de flechas de campo del.

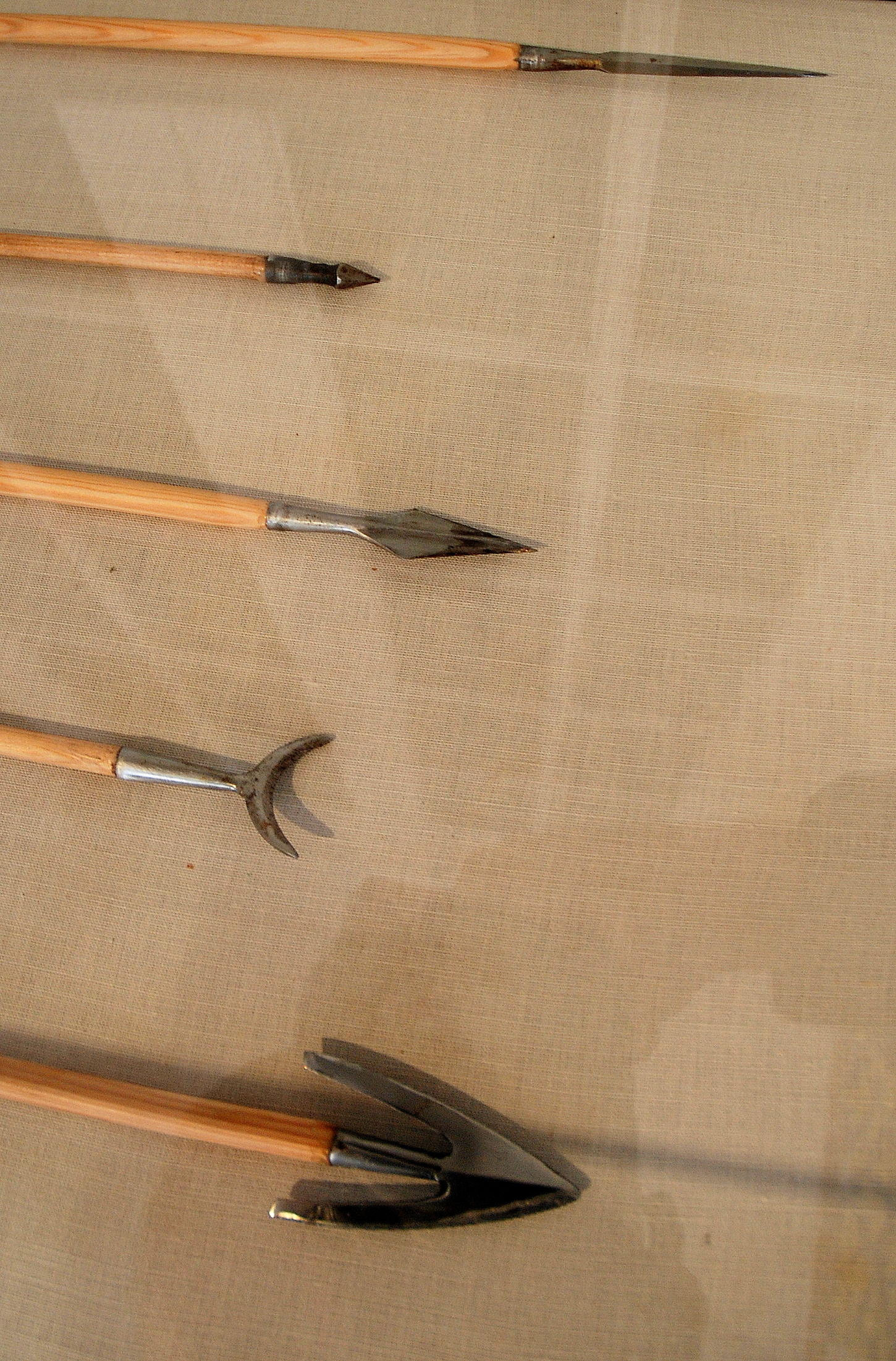
Réplicas modernas de varias puntas de flecha de la Europa medieval-

La punta de la flecha o punta de proyectil es la parte funcional principal de la flecha, y desempeña el mayor papel en la determinación de su propósito. Algunas flechas pueden utilizar simplemente una punta afilada del asta sólida, pero es mucho más común que se hagan puntas de flecha separadas, generalmente de metal, cuerno o algún otro material duro. Las puntas de flecha suelen estar separadas por su función:
- Las puntas Bodkin son puntas cortas y rígidas con una pequeña sección transversal. Estaban hechos de hierro no endurecido y puede que se utilizaran para conseguir un vuelo mejor o más largo, o para una producción más barata. Se ha sugerido erróneamente que el pasacintas surgió como un medio para penetrar la armadura, pero las investigaciones[12] no ha encontrado puntas de Bodkin endurecidas, por lo que es probable que se diseñara por primera vez para ampliar el alcance o como una alternativa más barata y sencilla a la cabeza ancha. En una prueba moderna, un impacto directo de una punta bodkin de acero duro penetró la  armadura de cadena de acero de Damasco.[13] Sin embargo, el tiro con arco no era eficaz contra la armadura de placas, que llegó a estar al alcance de caballeros de medios bastante modestos a finales del siglo XIV.[14]
- Los "Blunts" son puntas de flecha sin afilar que se utilizan ocasionalmente para tipos de tiro al blanco, para disparar a tocones u otros objetivos de oportunidad, o para la caza menor cuando el objetivo es conmocionar al objetivo sin penetración. Las puntas de flecha suelen ser de metal o de goma dura. Pueden aturdir, y ocasionalmente, el eje de la flecha puede penetrar la cabeza y el objetivo; la seguridad sigue siendo importante con las flechas romas.
- Las "puntas de judo" tienen cables de resorte que se extienden lateralmente desde la punta. Estos se enganchan en la hierba y en los desechos para evitar que la flecha se pierda en la vegetación. Se utilizan para practicar y para la caza menor.
- Las "puntas de flecha" se utilizaban para la guerra y todavía se utilizan para la caza. Las puntas medievales podían ser de acero,[12] a veces con bordes endurecidos. Suelen tener de dos a cuatro cuchillas afiladas que provocan una hemorragia masiva en la víctima. Su función es ofrecer un amplio filo para matar lo más rápidamente posible cortando limpiamente los principales vasos sanguíneos, y causar más traumatismos al retirarlos. Son caras, dañan la mayoría de los objetivos y no suelen utilizarse para practicar.

Hay dos tipos principales de cabezas de caza utilizadas por los cazadores: las de hoja fija y las mecánicas.  Mientras que el cabezal de hoja fija mantiene sus hojas rígidas e inamovibles en el cabezal en todo momento, el cabezal mecánico despliega sus hojas al entrar en contacto con el objetivo, sus hojas se abren para herir al objetivo. El cabezal mecánico vuela mejor porque es más aerodinámico, pero tiene menos penetración, ya que utiliza parte de la energía cinética de la flecha para desplegar sus cuchillas. Sin embargo, los cazadores recomiendan las puntas mecánicas para la caza de grandes animales como alce, bisonte americano, etc.
- Puntas de campo son similares a las puntas de diana y tienen un hombro distinto, para que los disparos fallidos en exteriores no se atasquen tanto en obstáculos como los tocones de los árboles. También se utilizan para la práctica de tiro por parte de los cazadores, ya que ofrecen características de vuelo y pesos similares a los de las puntas de tiro, sin que se atasquen en los materiales del blanco y causen un daño excesivo al ser retiradas.
- Puntas de diana tienen forma de bala con punta cónica, diseñadas para penetrar fácilmente en las culatas de cabeza de diana sin causarles excesivos daños.
- Las "flechas de seguridad" están diseñadas para ser utilizadas en varias formas de combate de recreación, para reducir el riesgo cuando se dispara a las personas. Estas flechas pueden tener cabezas muy anchas o acolchadas, como la punta de bola grande de espuma que se utiliza en archery tag. En combinación con arcos de peso y longitud de tiro restringidos, estas cabezas pueden reducir a niveles aceptables los riesgos de disparar flechas a personas convenientemente blindadas. Los parámetros variarán en función de las reglas específicas que se utilicen y de los niveles de riesgo que se consideren aceptables para los participantes. Por ejemplo, las reglas de combate de la SCA exigen una cabeza acolchada de al menos 1+1/4 plg (3,2 cm) de diámetro, con arcos que no superen los 28 pulgadas (711,2 mm) y 50 lb (22,7 kg) de tiro para su uso contra individuos bien blindados.[16]

Las puntas de flecha pueden fijarse al astil con un capuchón, un tang encajado, o insertarse en una hendidura del astil y sujetarse mediante un proceso llamado hafting. Las puntas fijadas con capuchones simplemente se deslizan cómodamente sobre el extremo del astil, o pueden sujetarse con adhesivo caliente. La construcción de la flecha dividida implica dividir el eje de la flecha longitudinalmente, insertando la punta de la flecha, y asegurándola usando una virola, tendones o alambre.

### Remeras

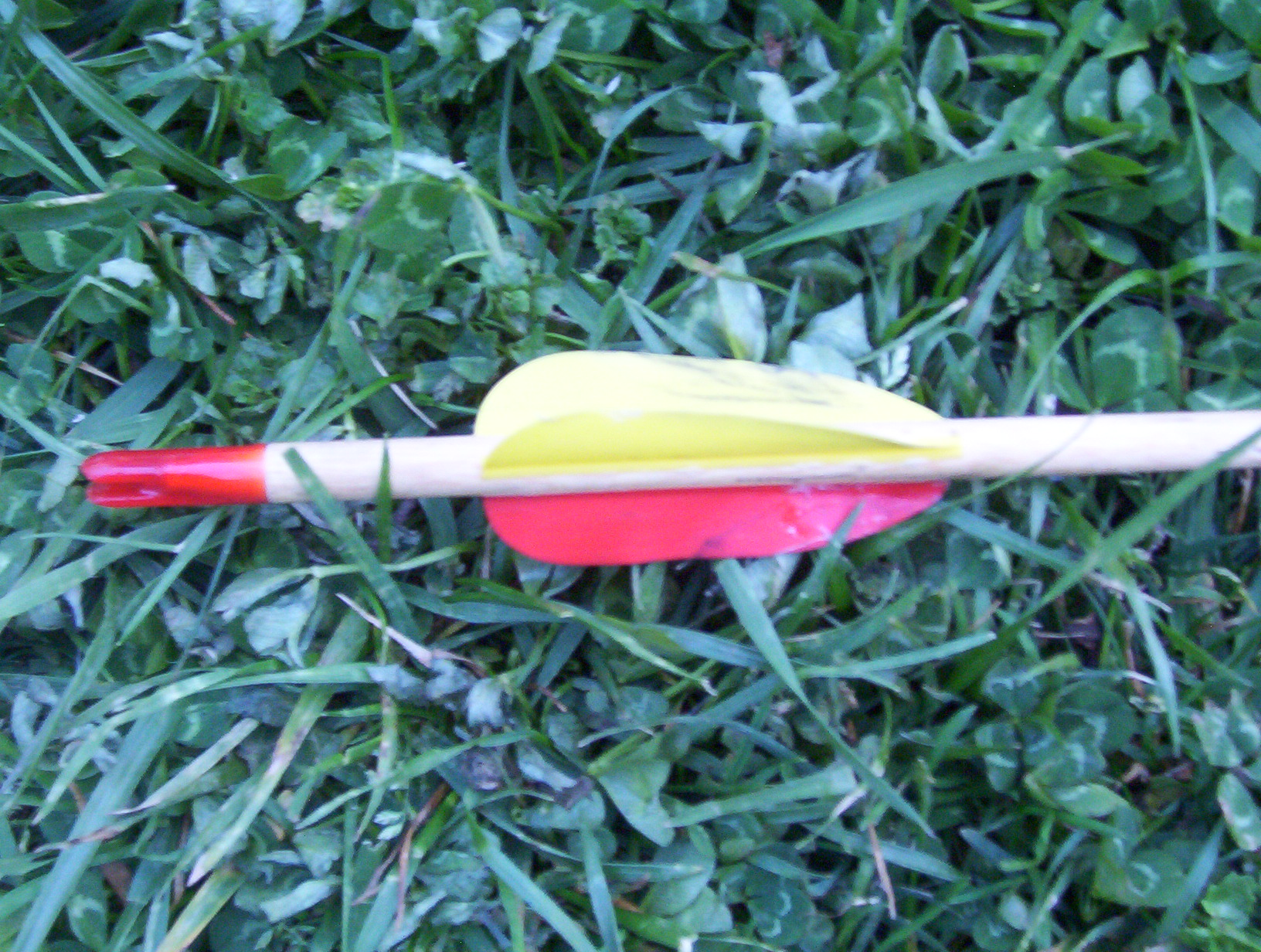
Remeras rectas parabólicas en una flecha.

Las remeras se encuentran en la parte posterior de la flecha y actúan como airfoil para proporcionar una pequeña cantidad de fuerza utilizada para estabilizar el vuelo de la flecha. Están diseñadas para mantener la flecha apuntando en la dirección del viaje amortiguando fuertemente cualquier tendencia a la inclinación o guiñada.  Algunas culturas, por ejemplo la mayoría de las de Nueva Guinea, no utilizaban remeras en sus flechas. Además, las flechas sin remeras (denominadas asta desnuda) se utilizan con fines de entrenamiento, porque hacen más visibles ciertos errores del arquero.
Las remeras se hacen tradicionalmente con plumas (a menudo de un ganso o pavo) atadas al asta de la flecha, pero ahora suelen ser de plástico (conocidas como "paletas"). Históricamente, algunas flechas usadas para la prueba de armaduras utilizaban cobre en las paletas. Los arqueros de vuelo pueden utilizar hojas de afeitar para el fletado, con el fin de reducir la resistencia del aire. Con el emplumado convencional de tres plumas, una pluma, llamada pluma de "gallo", está en ángulo recto con el culatín, y normalmente se remata de forma que no entre en contacto con el arco cuando se dispara la flecha. El emplumado de cuatro plumas suele ser simétrico y no hay una orientación preferida para el culatín; esto facilita ligeramente el encordado de la flecha.
Las plumas naturales suelen prepararse partiendo y lijando la pluma antes de pegarla.  Además, la pluma puede recortarse para darle forma, troquelarse o quemarse con un alambre caliente calentado eléctricamente. Es crucial que todas las plumas de una flecha tengan el mismo arrastre, por lo que el recorte manual es raramente utilizado por los fletchers modernos. El método del alambre quemado es popular porque es posible dar diferentes formas doblando el alambre, y el fletching puede ser recortado simétricamente después del pegado girando la flecha en un accesorio.
Algunas remeras se tiñen. Los fletchings de dos tonos suelen hacer cada remera de dos plumas unidas. La remera delantera suele estar camuflada, y la trasera, brillante, para que el arquero pueda seguir fácilmente la flecha.
Los artesanos que fabrican flechas a mano son conocidos como "fletchers", palabra relacionada con el término francés para flecha, flèche.   El pegamento y el hilo son los métodos tradicionales para fijar las remeras.  En los tiempos modernos se utiliza a menudo una "plantilla de remeras" para mantener las remeras en la orientación exacta en el asta mientras el pegamento se endurece.
Siempre que se utilice una remera natural, las plumas de cualquier flecha deben proceder de la misma ala del ave. Las más comunes son las plumas del ala derecha del pavo.  El ligero ahuecamiento de las plumas naturales requiere que sean ensartadas con un giro a la derecha para el ala derecha, un giro a la izquierda para el ala izquierda. Esta rotación, a través de una combinación de estabilización giroscópica y el aumento de la resistencia en la parte trasera de la flecha, ayuda a la flecha a volar en línea recta. Los fletches artificiales helicoidales tienen el mismo efecto. La mayoría de las flechas tendrán tres remeras, pero algunas tienen cuatro o incluso más. Las remeras generalmente varían de 2 a 6 pulgadas (50 a 150 mm) en longitud; las flechas de vuelo destinadas a recorrer la máxima distancia posible suelen tener remeras muy bajas, mientras que las flechas de caza con cabezas anchas requieren remeras largas y altas para estabilizarlas contra el efecto aerodinámico de la cabeza.  Las remeras también pueden ser cortadas de diferentes maneras, siendo las dos más comunes el corte parabólico (es decir, una forma curva suave) y el corte en escudo (es decir, con forma de la mitad de un escudo muy estrecho).
En el tiro con arco moderno con puntas atornilladas, generalmente se prefiere la rotación a la derecha, ya que hace que las puntas se auto-aprieten.  En el tiro con arco tradicional, algunos arqueros prefieren una rotación a la izquierda porque consigue que la dura (y afilada) pluma de la flecha esté más alejada del estante de la flecha y de la mano del tirador.
Una flu-flu es una forma de remera, normalmente hecha usando secciones largas de plumas de longitud completa tomadas de un pavo, en la mayoría de los casos se usan seis o más secciones en lugar de las tres tradicionales. Alternativamente, se pueden colocar dos plumas largas en espiral alrededor del extremo de la flecha. La remera adicional genera más resistencia y ralentiza la flecha rápidamente después de una corta distancia, alrededor de 30 m (32,8 yd).
Las flechas Flu-Flu se utilizan a menudo para la caza de aves, o para el tiro con arco de los niños, y también se puede utilizar para jugar Flu-Flu Golf.

### Envolturas
Las envolturas son finas láminas de material precortadas, a menudo de vinilo o plástico, que se utilizan para envolver el extremo del culatín de una flecha, principalmente como ayuda para unir las paletas y los fletches de plumas al astil. Los envoltorios también pueden facilitar la eventual retirada de las paletas y del pegamento para paletas. Además, añaden un aspecto decorativo a la construcción de la flecha, lo que puede dar a los arqueros la oportunidad de personalizar sus flechas. Los envoltorios de colores brillantes también pueden hacer que las flechas sean mucho más fáciles de encontrar en la maleza, y de ver en los objetivos a distancia.

### Culatín
El culatín (en inglés nock) es el sector posterior de la flecha que se calza la cuerda del arco. En inglés es común decir "nock an arrow" cuando se prepara un tiro. Un culatín es una muesca en el extremo posterior de una flecha.  Ayuda a mantener la flecha correctamente girada, evita que la flecha se deslice hacia los lados durante el tiro o después de la liberación, y ayuda a maximizar la energía de la flecha (es decir, su alcance y letalidad) ayudando a un arquero a colocar la flecha en el lugar de mayor movimiento en la cuerda del arco. Algunos arqueros marcan la posición del culatín con cuentas, nudos o envoltorios de hilo.
El objetivo principal del culatín es controlar la rotación de la flecha. Las flechas se doblan cuando se sueltan. Si la curvatura choca con el arco, la puntería de la flecha se desviará.  Las flechas de madera tienen un plano de flexión preferido. Las flechas sintéticas tienen un plano de flexión diseñado. Normalmente este plano está determinado por el grano de la madera de la flecha, o la estructura de una flecha sintética. La ranura del culatín debe girar en un ángulo elegido para que cuando la flecha se doble, evite o se deslice sobre el arco. Casi siempre esto significa que la ranura del culatín debe ser perpendicular a la veta de la madera, vista desde atrás.
Los Self nocks son ranuras cortadas en la parte posterior de la flecha. Son simples, pero pueden romperse en la base de la ranura. Los autocierres suelen reforzarse con porciones de fibra pegadas cerca de la base de la ranura. Los culatines más resistentes son piezas separadas hechas de madera, plástico o cuerno que se unen al extremo de la flecha.
Los culatines modernos, y los tradicionales turcos, se construyen a menudo de manera que se curvan alrededor de la cuerda o incluso la pellizcan ligeramente, de manera que es poco probable que la flecha se deslice.
En la arquería árabe antigua se utilizaban a veces "flechas sin punta". Al disparar a los enemigos, los árabes veían que éstos recogían las flechas árabes y las devolvían. Así que los árabes desarrollaron arcos con una pequeña anilla atada donde normalmente se colocaría el culatín. El extremo posterior de la flecha se afilaba en una punta, en lugar de ser cortado para un culatín. El extremo posterior de la flecha se introducía en la anilla. La flecha podría ser extraída y soltada como de costumbre. Así, el enemigo podría recoger las flechas, pero no las devolvería con un arco convencional. Además, como no había culatín, éste no podía romperse y la flecha era menos costosa. Un consejo de batalla era tener varias anillas atadas a la cuerda del arco por si se rompía una. Una desventaja práctica en comparación con un culatín sería la de preservar la rotación óptima de la flecha, de modo que cuando se flexione, no golpee el bowstave. La dirección de flexión de la flecha podría haber sido indicada por su fletching.
"Algunos materiales de las flechas, como la caña hueca/el bambú/el junco, se prestan a la inserción de culatines. Las maderas más blandas, como el pino o el cedro, también requerían algún tipo de refuerzo de madera dura, hueso o cuerno que impidiera que la cuerda partiera su asta al soltarse. Las maderas duras como el roble y el fresno no necesitaban refuerzos adicionales. Para reforzar un culatín, la mayoría de las veces se cortaba una hendidura en el extremo de la flecha y se pegaba en ella un trozo de material más duro, de la misma anchura que la flecha. A continuación, se giraba la flecha 90 grados y se cortaba una ranura menos profunda para la cuerda. Cuando se hacía de esta manera, la cuerda empujaba realmente la madera o el inserto de hueso en lugar de la propia madera blanda, lo que evitaba que la flecha se partiera. Otro método para evitar que los culatines se partieran era atar la flecha entre el culatín y la parte posterior del fletch con tendón y cola de cuero o una cuerda áspera, como la seda, unida con adhesivo, ya sea cola de pescado o brea de abedul."

## Tipos
- Flecha ardiente. Se llama así a la flecha que estaba embreada o cubierta con mixtos inflamables y se disparaba contra las máquinas de guerra y fortificaciones construidas con materias accesibles de ser incendiadas.
- Flecha incendiaria. Era muy semejante a la flecha ardiente, con la diferencia de que junto al hierro tenía una cavidad elíptica en la que se ponían objetos combustibles a los que se daba fuego al tiempo de dispararla. Según su tamaño, se despedía con la catapulta o con el arco de mano. El cónsul Curio usó la flecha incendiaria contra los elefantes que llevaba Pirro de Epiro en la batalla de Benevento, 276 años antes de nuestra era, para animar a sus legiones, aterradas con el estrago que hacían aquellos cuadrúpedos, con cuya estratagema no solo logró animar a los romanos sino que irritados los elefantes con las heridas y las quemaduras, desordenaron completamente el ejército a que pertenecían.[28]

## Flechas como símbolos

Símbolo en forma de flecha

Figuras de flechas son ampliamente utilizadas para la señalización de trayectoria y sentido en los dibujos, así como en señales de tránsito. En general una flecha es una línea que termina en punta prominente
El astrónomo Carl Sagan sugirió que el hecho de incluir una flecha en el dibujo impreso sobre el disco que se puso en la sonda Voyager indicaría a seres extraterrestres inteligentes que tenemos un pasado de cazadores.

## Materiales y procesos de fabricación
Con resinas se utiliza el proceso de Pultrusion.